# Coupe du monde B de combiné nordique 1991
Navigation
1991 — 1992
| \| Planica Chaux-Neuve Liberec Andelsbuch Berchtesgaden Szczyrk \| Les sites des compétitions |
| Planica Chaux-Neuve Liberec Andelsbuch Berchtesgaden Szczyrk                                  |

La coupe du monde B de combiné nordique 1990 — 1991 fut la première édition de la coupe du monde B de combiné nordique, compétition de combiné nordique organisée annuellement de 1991 à 2008 et devenue depuis la coupe continentale.
Elle s'est déroulée du 16 décembre 1990 au 3 mars 1991, en 6 épreuves.
Cette coupe du monde B a débuté en Yougoslavie, dans la station slovène de Planica et a fait étape au cours de la saison
en France (Chaux-Neuve),
en Tchécoslovaquie (Liberec),
en Autriche (Andelsbuch),
en Allemagne (Berchtesgaden),
pour s'achever en Pologne, à Szczyrk.
Elle a été remportée par le tchécoslovaque Josef Kovařík.

## Classement général
| Rang | Nom               |
| ---- | ----------------- |
| 1    | Josef Kovařík     |
| 2    | Thomas Donaubauer |
| 3    | Andreas Schaad    |
| 4    | František Máka    |
| 5    | Enrico Heisig     |
| 6    | Zbyněk Pánek      |
| 7    | Milan Kučera      |
| 8    | Thomas Dufter     |
| 9    | Fabrice Guy       |
| 10   | Jean-Yves Cuendet |
| 11   | David Šojat       |
| 12   | Uwe Prenzel       |

## Calendrier
| Date             | Épreuve      | Vainqueur      | Deuxième          | Troisième          |
| 1. Planica       |              |                |                   |                    |
| 16/12/1990       | K90 / 15 km  | Thomas Dufter  | Thomas Donaubauer | Stanisław Ustupski |
| 2. Chaux-Neuve   |              |                |                   |                    |
| 23/12/1990       | K90 / 15 km  | Fabrice Guy    | Andreas Schaad    | Francis Repellin   |
| 3. Liberec       |              |                |                   |                    |
| 20/01/1991       | K90 / 15 km  | Milan Kučera   | David Šojat       | Josef Kovařík      |
| 4. Andelsbuch    |              |                |                   |                    |
| 10/02/1991       | K90 / 15 km  | Josef Kovařík  | Enrico Heisig     | Sven Leonhardt     |
| 5. Berchtesgaden |              |                |                   |                    |
| 24/02/1991       | K90 / 15 km  | Andreas Schaad | Josef Kovařík     | Zbyněk Pánek       |
| 6. Szczyrk       |              |                |                   |                    |
| 3/03/1991        | K120 / 15 km | František Máka | Thomas Donaubauer | Josef Kovařík      |